# Schwarzbier

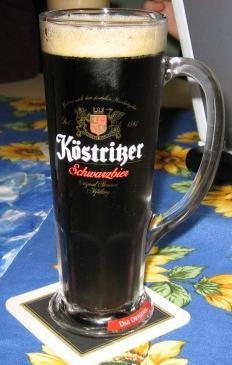
Köstritzer Schwarzbier

Schwarzbier is een donkerbruine biersoort met een alcoholpercentage meestal tussen 4,8 en 5%. Het bier wordt gebrouwen met donkere en geroosterde mout wat het bier zijn typisch geroosterde smaak geeft. Het bier wordt overwegend in Midden-Duitsland gebrouwen en is in tegenstelling tot vroeger, meestal van lage gisting.
De wortels van dit biertype liggen in Thüringen, Saksen en Brandenburg. De vroegste gedocumenteerde vermelding  van Schwarzbier in Thüringen dateert uit het jaar 1543. Het oudst bekende Schwarzbier dat wordt gebrouwen sinds de Middeleeuwen in Braunschweig (de oudste vermelding in een document uit 1390) is "Braunschweiger Mumme".
In de DDR-tijd was Schwarzbier een nicheproduct dat voor een groot deel werd uitgevoerd naar Hongarije. Na de Duitse hereniging in 1990 werd het bier met succes op de markt gebracht als speciaalbier. De marktleider in Duitsland is de Köstritzer Schwarzbierbrauerei met een jaarproductie in 2011 van 380.000 hectoliter.